# Bilheteira dos cinemas em Portugal em 2005
Lista com o valor das receitas em euros (€) e o número de espectadores dos principais filmes lançados nos cinemas em Portugal, no ano de 2005.

## Os 20 filmes mais vistos
| #  | Estreia                 | Filme                                       | Receita bruta  | Espectadores |
| -- | ----------------------- | ------------------------------------------- | -------------- | ------------ |
| 1  | 30 de junho de 2005     | Madagáscar                                  | 2 853 630,06 € | 692 448      |
| 2  | 24 de novembro de 2005  | Harry Potter e o Cálice de Fogo             | 2 270 355,82 € | 527 176      |
| 3  | 7 de julho de 2005      | Guerra dos Mundos                           | 2 156 326,43 € | 507 999      |
| 4  | 16 de junho de 2005     | Mr. & Mrs. Smith                            | 1 831 728,47 € | 434 863      |
| 5  | 27 de janeiro de 2005   | Uns Compadres do Pior                       | 1 680 688,34 € | 400 159      |
| 6  | 6 de janeiro de 2005    | Ocean's Twelve                              | 1 663 684,87 € | 390 852      |
| 7  | 19 de maio de 2005      | Star Wars Episódio III: A Vingança dos Sith | 1 532 228,19 € | 352 960      |
| 8  | 17 de fevereiro de 2005 | Million Dollar Baby - Sonhos Vencidos       | 1 383 018,53 € | 318 757      |
| 9  | 27 de outubro de 2005   | O Crime do Padre Amaro                      | 1 379 263,74 € | 317 234      |
| 10 | 17 de novembro de 2005  | Chicken Little                              | 1 262 043,62 € | 306 955      |
| 11 | 18 de agosto de 2005    | A Ilha                                      | 1 213 639,47 € | 305 339      |
| 12 | 15 de dezembro de 2005  | King Kong                                   | 1 098 556,63 € | 255 642      |
| 13 | 10 de novembro de 2005  | Flightplan - Pânico a Bordo                 | 1 107 032,53 € | 252 514      |
| 14 | 29 de setembro de 2005  | Virgem aos 40 Anos                          | 1 057 556,60 € | 248 140      |
| 15 | 24 de fevereiro de 2005 | Constantine                                 | 1 031 314,93 € | 243 804      |
| 16 | 10 de março de 2005     | Hitch - A Cura para o Homem Comum           | 1 001 682,65 € | 241 527      |
| 17 | 14 de abril de 2005     | A Intérprete                                | 1 030 317,73 € | 237 641      |
| 18 | 28 de julho de 2005     | Quarteto Fantástico                         | 980 107,58 €   | 236 173      |
| 19 | 21 de julho de 2005     | Uma Sogra de Fugir                          | 966 297,23 €   | 232 706      |
| 20 | 23 de junho de 2005     | Batman - O Início                           | 930 520,21 €   | 223 044      |

## Exibição por distrito / região autónoma
| Distrito         | Ecrãs | Lugares | Sessões | Receita bruta   | Espectadores |
| ---------------- | ----- | ------- | ------- | --------------- | ------------ |
| Aveiro           | 20    | 3 270   | 24 272  | 1 888 038,02 €  | 440 608      |
| Beja             | 8     | 2 121   | 514     | 55 428,68 €     | 22 279       |
| Braga            | 30    | 5 549   | 35 127  | 3 202 750,42 €  | 792 650      |
| Bragança         | 3     | 444     | 3 426   | 141 702,50 €    | 38 822       |
| Castelo Branco   | 12    | 2 160   | 1 829   | 250 804,50 €    | 70 208       |
| Coimbra          | 22    | 4 158   | 22 675  | 2 338 849,87 €  | 558 141      |
| Évora            | 6     | 1 270   | 2 227   | 324 741,93 €    | 81 160       |
| Faro             | 29    | 4 556   | 37 920  | 4 391 565,43 €  | 1 011 487    |
| Guarda           | 4     | 806     | 602     | 97 830,68 €     | 27 670       |
| Leiria           | 14    | 3 420   | 7 951   | 1 127 815,45 €  | 291 452      |
| Lisboa           | 152   | 27 404  | 218 823 | 26 940 944,69 € | 6 017 066    |
| Portalegre       | 3     | 609     | 207     | 17 292,75 €     | 7 123        |
| Porto            | 87    | 16 730  | 116 454 | 13 461 534,19 € | 3 551 744    |
| Santarém         | 19    | 3 169   | 14 148  | 1 122 280,45 €  | 283 639      |
| Setúbal          | 51    | 11 508  | 57 457  | 6 420 869,51 €  | 1 439 688    |
| Viana do Castelo | 8     | 1 779   | 5 565   | 649 001,05 €    | 161 719      |
| Vila Real        | 8     | 1 102   | 10 169  | 782 246,67 €    | 193 447      |
| Viseu            | 18    | 3 404   | 6 553   | 684 903,46 €    | 168 696      |
| Açores           | 4     | 562     | 5 675   | 580 802,20 €    | 144 084      |
| Madeira          | 13    | 2 676   | 17 516  | 1 857 973,60 €  | 452 428      |
| Total nacional   | 511   | 96 697  | 589 110 | 66 337 376,05 € | 15 754 111   |